# Балыктах (Усть-Алданский улус)
Балыкта́х (якут. Балыктаах) — село в Усть-Алданском улусе Республики Саха (Якутия) России. Административный центр и единственный населённый пункт Наяхинского наслега.

## География
Село находится в центральной части Якутии, в пределах Центральноякутской равнины, на расстоянии примерно 56 км (по прямой) к северо-западу от села Борогонцы, административного центра улуса. Абсолютная высота — 111 м над уровнем моря.
Климат
Климат характеризуется как резко континентальный. Средняя температура воздуха самого тёплого месяца (июля) составляет 18,7 °C; самого холодного (января) — −42,6 °C. Среднегодовое количество атмосферных осадков составляет 234 мм. Основное количество осадков выпадает в период с апреля по октябрь. Снежный покров держится в течение 225—250 дней в году.
Часовой пояс
Село Балыктах находится в часовой зоне МСК+6. Смещение применяемого времени относительно UTC составляет +9:00.

## Население
| 2002 | 2010  | 2012  | 2013 | 2014 | 2015 | 2016 |
| ---- | ----- | ----- | ---- | ---- | ---- | ---- |
| 1002 | ↗1020 | ↘1004 | ↘974 | ↗980 | ↘968 | ↘955 |
| 2017 | 2018  | 2019  | 2020 | 2021 |      |      |
| ↘931 | ↘921  | ↘906  | ↗925 | ↗927 |      |      |

Половой состав
По данным Всероссийской переписи населения 2010 года, в гендерной структуре населения мужчины составляли 49,4 %, женщины — соответственно 50,6 %.
Национальный состав
Согласно результатам переписи 2002 года, в национальной структуре населения якуты составляли 84 %.

## Улицы
| - ул. Артамонова, - ул. Балыктахская, - ул. Васильева, - ул. Гоголева, - ул. Заровняева, | - ул. Кирова, - ул. Лесная, - ул. Молодёжная, - ул. Мухина, - ул. Набережная, | - ул. Наяхинская, - ул. Новая, - ул. Озёрная, - ул. Правды, - ул. Сайдыы, | - ул. Сайылык, - ул. Сивцева, - ул. Фёдорова, - ул. Школьная, - ул. Южная. |